# Jonas Staugaitis
Jonas Staugaitis (ur. 20 maja 1868 w Omentyszkach, zm. 18 stycznia 1952 w Kownie) – litewski lekarz i działacz państwowy, marszałek Sejmu (1926–1927) i pełniący obowiązki prezydenta Litwy (1926). 

## Życiorys

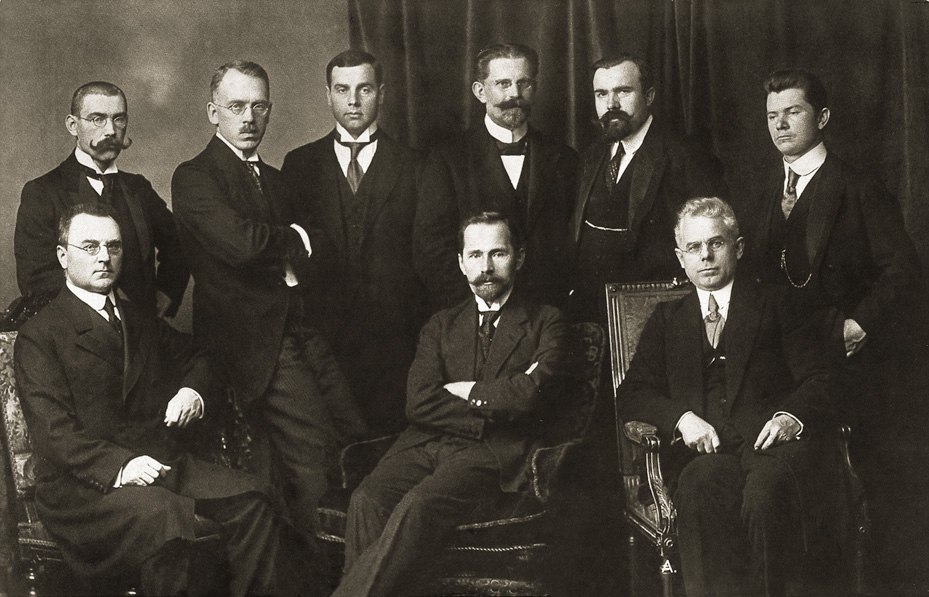
Jonas Staugaitis w 1918 roku - siedzi pierwszy z lewej

Studiował medycynę na Cesarskim Uniwersytecie Warszawskim. 2 listopada 1918 roku został członkiem Prezydium Taryby (pełniącego tymczasowo urząd głowy państwa). W 1920 wszedł do Sejmu jako przedstawiciel ludowców. Po wygranych przez centrolewicę wyborach wybrano go 2 czerwca 1926 marszałkiem Sejmu. Na skutek dymisji prezydenta Griniusa 17 grudnia 1926 pełnił przez dwa dni obowiązki głowy państwa, dopóki parlament nie wybrał na ten urząd Antanasa Smetony. 